# Белехта
Белехта (тат. Белекте) — деревня в Чановском районе Новосибирской области. Входит в состав Озеро-Карачинского сельсовета.

## География
Площадь деревни — 61 гектаров. Находится на высоте 114 метров над уровнем моря.

## Название
Существует легенда об образовании деревни, согласно которой ранее на месте современного населённого пункта находилось озеро. На берегу данного озера располагался отдельно стоящий дом, хозяин которого считался «умным и многознающим» человеком, с целью получить совет от которого туда приходили жители окрестных поселений. Поскольку коренными народами той местности являлись татары, хозяин дома получил прозвище «Белекле», что в переводе означает «много знающий человек». Со временем данное прозвание стало гидронимом озера, по которому была названа деревня. В русский язык название перешло как «Белехта».

## История
По данным на 1897 год деревня входила в состав Туражской инородной управы, что в Каинском округе, Томская губерния.

## Население
| 2002 | 2007 | 2010 | 2011 | 2012 | 2013 | 2014 |
| ---- | ---- | ---- | ---- | ---- | ---- | ---- |
| 253  | ↗267 | ↘235 | ↗271 | ↘250 | ↘177 | ↗277 |
| 2015 |      |      |      |      |      |      |
| ↘255 |      |      |      |      |      |      |

Является местом компактного проживания татар (барабинских).

## Инфраструктура
В деревне по данным на 2007 год функционируют 1 учреждение здравоохранения и 1 учреждение образования.